# Addio giovinezza! (film 1918)
Addio giovinezza! è un film muto del 1918 diretto da Augusto Genina ed è la trasposizione dell'omonima commedia teatrale scritta nel 1911 da Sandro Camasio e Nino Oxilia. Dalla stessa commedia erano già stati tratti un primo film con lo stesso titolo, diretto da Camasio nel 1913, e un'operetta del 1915 di Giuseppe Pietri. Altri due film saranno tratti nel 1927 e nel 1940.

## Trama
Mario, studente presso l'università di Torino, intreccia una relazione sentimentale con la modista Dorina, figlia della signora che gli affitta la camera. Tuttavia il ragazzo subisce il fascino di una ricca signora, Elena, che lo corteggia inducendolo al tradimento.
Dorina scopre la tresca e con l’aiuto di Leone, amico di Mario, riesce ad avere un colloquio con Elena convincendola a rinunciare al ragazzo. La donna acconsente ma Mario, arrivato troppo tardi, si arrabbia e lascia Dorina.
Tra scherzi, malintesi, goliardia, amore e litigi, tra scene comiche ed altre commoventi, Mario e Dorina finiscono per dirsi addio dopo la laurea dello studente in partenza per il proprio paese di provenienza.

## Giudizi critici d'epoca e rivalutazione
Alla sua uscita (6 dicembre 1918), in un periodo storico molto difficile (la guerra era appena finita), il film non ottenne il successo sperato.
Franco Prono ne attribuirà la causa a «una certa raffinatezza formale» che «non riesce a mascherare la sostanziale freddezza», ma anche al confronto con il primo film tratto da Addio giovinezza! nel 1913, ancora molto popolare all'epoca.

G. Lega, su La Cine-fono del 10 ottobre 1918, affermò: 
(G. Lega, La Cine-fono del 10 ottobre 1918)

L’atmosfera del film, mutata rispetto a quella della Belle Époque, che rappresenta l'ambientazione della commedia, fu evidenziata da Bertoldo, su La vita Cinematografica del 10 dicembre 1918: 
(Bertoldo, La vita Cinematografica del 10 dicembre 1918)

Tuttavia, nello stesso articolo, il recensore definì la Jacobini: 
(Bertoldo, La vita Cinematografica del 10 dicembre 1918)
Con il tempo, e dopo il suo restauro, il film è stato però rivalutato. Enrico Giacovelli, nella sua storia del cinema muto torinese, lo definirà «uno dei migliori film di tutto il muto italiano», grazie soprattutto - come già i critici dell'epoca peraltro avevano sottolineato - alla protagonista Maria Jacobini, «interprete squisita, sensibile, moderna, in linea con il carattere timido e ritroso, molto piemontese», del personaggio (anche se lei era nata a Roma).

## Produzione
Le riprese del film iniziarono pochi mesi dopo la scomparsa di Nino Oxilia, caduto in battaglia a ventotto anni sul Monte Tomba il 18 novembre 1917. Prodotto dalla Itala Film di Torino. Il film fu interpretato dalla diva Maria Jacobini, che di Oxilia era stata la fidanzata.
L'opera venne preannunciata dalla stampa come un omaggio a Oxilia reso dalla diva e dall’amico regista Augusto Genina.

## Il ritrovamento e il restauro
Della pellicola, a lungo considerata perduta, fu ritrovata una copia in Giappone negli anni Ottanta del Novecento. Dopo il restauro effettuato dalla Cineteca di Bologna in collaborazione con il Museo Nazionale del Cinema di Torino e con il National Film Center di Tokyo, è stata presentata nel 2014 al Festival del Cinema Ritrovato di Bologna.

## Curiosità
Il ritrovamento ha comportato un'ulteriore scoperta: Claudia Gianetto, responsabile della Cineteca del Museo Nazionale del Cinema di Torino, ha riconosciuto Segundo de Chomón in un'inquadratura insieme alla Jacobini al minuto 01:08:06:23 di "Addio giovinezza!". Si tratterebbe dell’unico film in cui si trova immortalato il celebre maestro degli effetti speciali di Cabiria.

## Lo studio
Nel 2016 è stato pubblicato il primo studio sul film, in cui l'autrice Patrizia Deabate ha posto in rilievo come il regista Augusto Genina abbia realizzato una sorta di attualizzazione della vicenda all'epoca della guerra, inserendo un implicito parallelismo fra l'addio all'amore della sartina Dorina e quello reale di Maria Jacobini che aveva tragicamente perduto il proprio compagno.